# Manihot hunzikeriana
Manihot hunzikeriana là một loài thực vật có hoa trong họ Đại kích. Loài này được Mart.Crov. mô tả khoa học đầu tiên năm 1964.